# Eurycotis australis
Eurycotis australis är en kackerlacksart som först beskrevs av Hermann Burmeister 1838.  Eurycotis australis ingår i släktet Eurycotis och familjen storkackerlackor. Inga underarter finns listade i Catalogue of Life.